# Fer Gril
Fernando Gril (n. en Ciudad de Buenos Aires, Argentina, el 19 de enero de 1979) es un escritor, músico, compositor y cantautor argentino, conocido como Fer Gril. Se define como un "hacedor de canciones" y rehúye a la idea de género musical para identificarse a sí mismo. Ha experimentado haciendo rock, punk, cumbia, folcklore o música electrónica. Sus comienzos fueron en la banda Litio integrante del movimiento del Nuevo Rock Argentino de la década del 90 y soporte en varias oportunidades de Los Brujos, Massacre y otras bandas.

## "Se me ha perdido una canción" (2011)
Después de ser lanzado en forma independiente el disco llamó la atención de la prensa especializada. Fue presentado en la Sala Samsung Studio de San Telmo, Salta, Corrientes y Santiago de Chile. En el 2012 el sello discográfico Del Angel Feg le propone reeditarlo.
También ha participado de las versiones 2012 y 2013 del Personal Fest, el festival más importante de la Argentina.
Durante el verano del 2013 tocó en el Personal Fest en la ciudad de Salta Capital en un multitudinario show junto a Illia Kuryaki and the Valderramas y Molotov y en el Personal Fest Corrientes junto a Airbag y Miranda! ante más de 60 000 personas.

## "Mis canciones" (2014)
En abril del 2014 lanzó de forma independiente su segundo disco "Mis canciones" con el adelanto "Un poco del camino", una power baguala junto a la multripremiada artista de folklore Mariana Baraj.
El corte de difusión, la cumbia "Adolescente y enfermo" obtuvo 60.000 vistas en Youtube en su primer día. La prensa de espectáculos se hizo eco del video en el que la periodista Evelyn Von Brocke  hacía el papel de una dominatrix sadomasoquista. El video contó también  con las actuaciones el periodista Juan "Rifle" Varela y la modelo Josefina Pouso.
El segundo corte de difusión, la canción "A su manera", superó rápidamente el medio millón de vistas y fue lo más visto de Youtube Argentina por varios días. Se lanzó el 20 de noviembre, en ocasión del día Internacional de la Memoria Transexual con el objeto de concientizar sobre la situación de las personas transgénero en América Latina. Fue protagonizado por la actriz y comediante Lizy Tagliani.
En agosto de 2017 abre el show "Canciones para siempre" de Pablo Milanés en el Teatro Coliseo de Argentina.

## "Seré canción entonces..." (2018)
El disco fue grabado en Estudio Insigno en Buenos Aires. Fue producido artísticamente por el músico Mariano Otero y mezclado por Mariano López. Su primer corte se llamó "De todas las cosas inútiles".

## Discografía

### Se me ha perdido una canción(2011)
1. Como el sol en las casas de los pobres
2. Se me ha perdido una canción
3. Patria es ese sitio
4. Ser de luz
5. Miedo
6. Sólo se trata
7. Tu dolor
8. Esta noche la luna
9. Pare de sufrir
10. Zamba del que nunca fue

### Mis canciones(2014)
1. Domingo por la tarde
2. Mis canciones
3. A su manera
4. Digo tu nombre
5. Adolescente y enfermo
6. Los grises
7. Un pañuelo de llorar
8. No me tires
9. En la pared
10. Triste Rock n´ Roll
11. Un poco del camino (con Mariana Baraj)
12. Una canción de amor

### Seré canción entonces...(2018)
1. Seré canción entonces
2. Diferente
3. De todas las cosas inútiles
4. Pude
5. Días
6. Estrella de Rock
7. Me Salvo
8. Para qué vas a olvidarme
9. Mirá qué linda la luna
10. Una pena nuevamente